# Степной (Ташлинский район)
Степно́й — посёлок в Ташлинском районе Оренбургской области. Административный центр Степного сельсовета.

## География
Посёлок находится на расстоянии примерно 14 км (по прямой) к западу от села Ташла, административного центра района.

### Часовой пояс
Посёлок Степной, как и вся Оренбургская область, находится в часовой зоне МСК+2. Смещение применяемого времени относительно UTC составляет +5:00.

## История
До 1956 года посёлок носил наименование Калентьев.

## Население
| 2010 |
| ---- |
| 1170 |

### Национальный состав
Согласно результатам переписи 2002 года, в национальной структуре населения русские составляли 58 % из 1248 чел.

## Улицы
| - ул. Больничная, - ул. В. Сутормина, - ул. Дружбы, - ул. Клубная, - ул. Мира, | - ул. Молодёжная, - ул. Набережная, - ул. Нижняя, - ул. Новая, - ул. Полтавская, | - ул. Садовая, - ул. Советская, - ул. Степная, - ул. Центральная, - ул. Школьная. |